# Flourensia thurifera
Flourensia thurifera là một loài thực vật có hoa trong họ Cúc. Loài này được (Molina) DC. mô tả khoa học đầu tiên năm 1836.